# Chilopyrgula sturanyi
Chilopyrgula sturanyi е вид охлюв от семейство Hydrobiidae. Видът е почти застрашен от изчезване.

## Разпространение
Разпространен е в Албания и Северна Македония.